# St-Alpin (Villevenard)

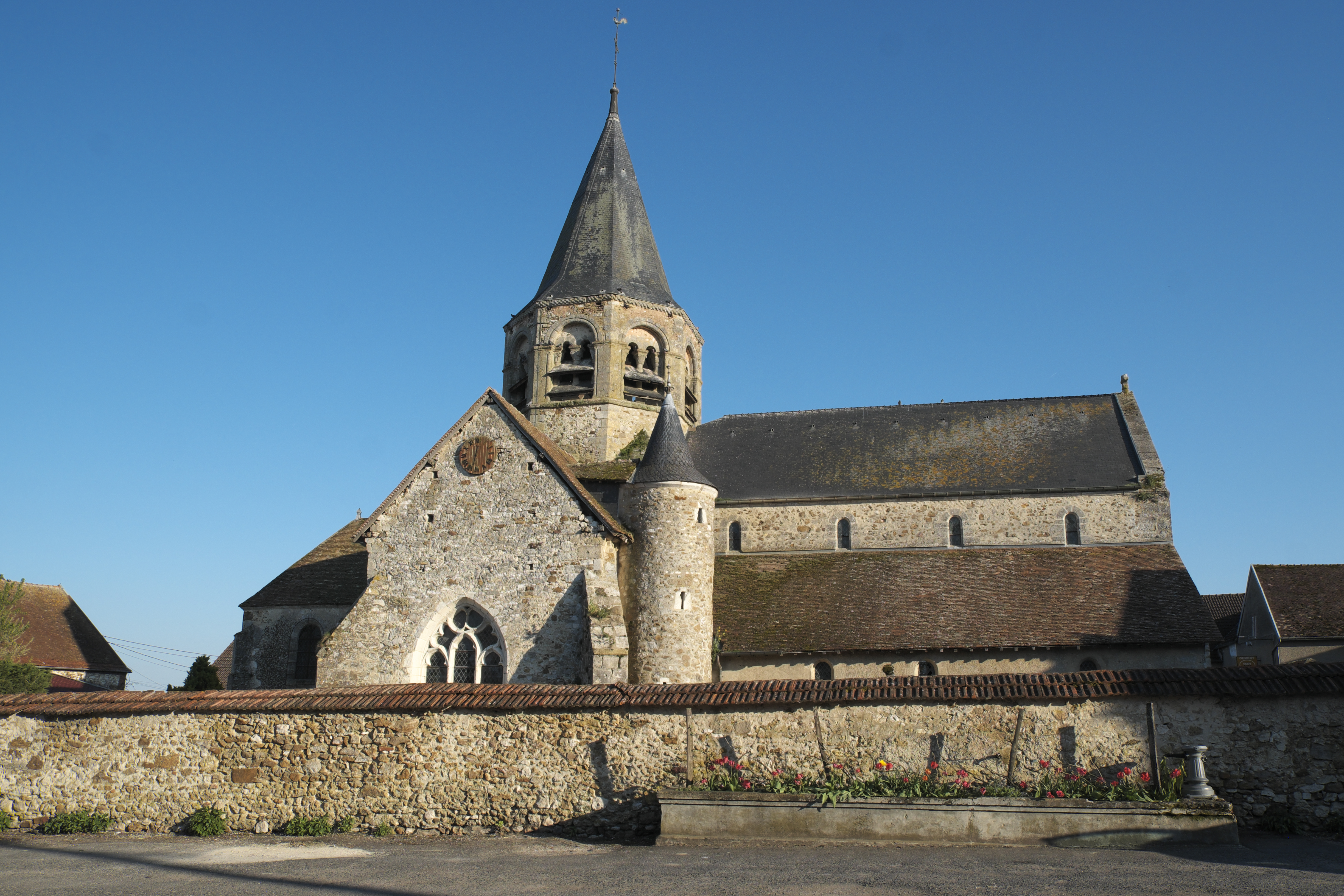
Pfarrkirche Saint-Alpin

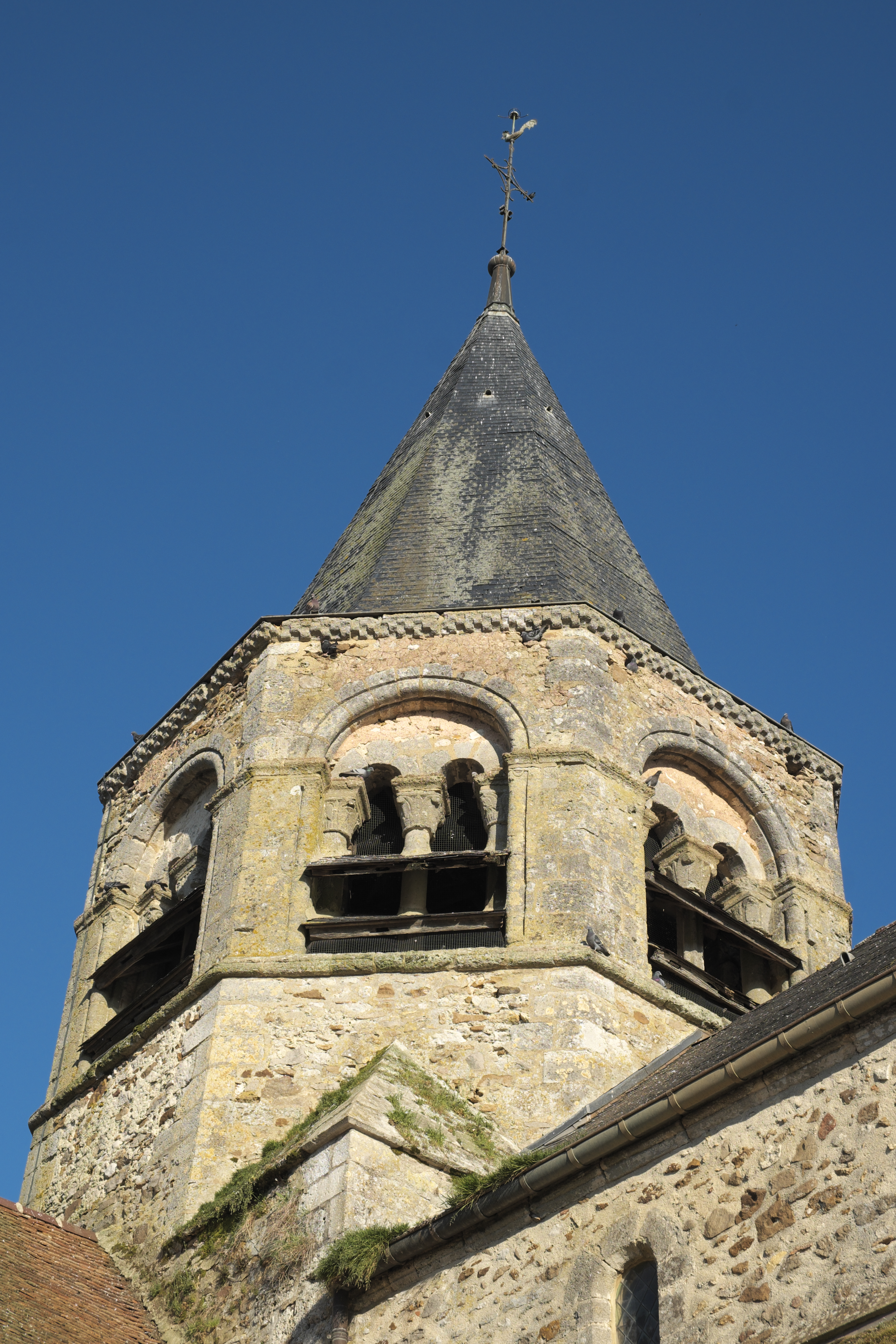
Glockenturm

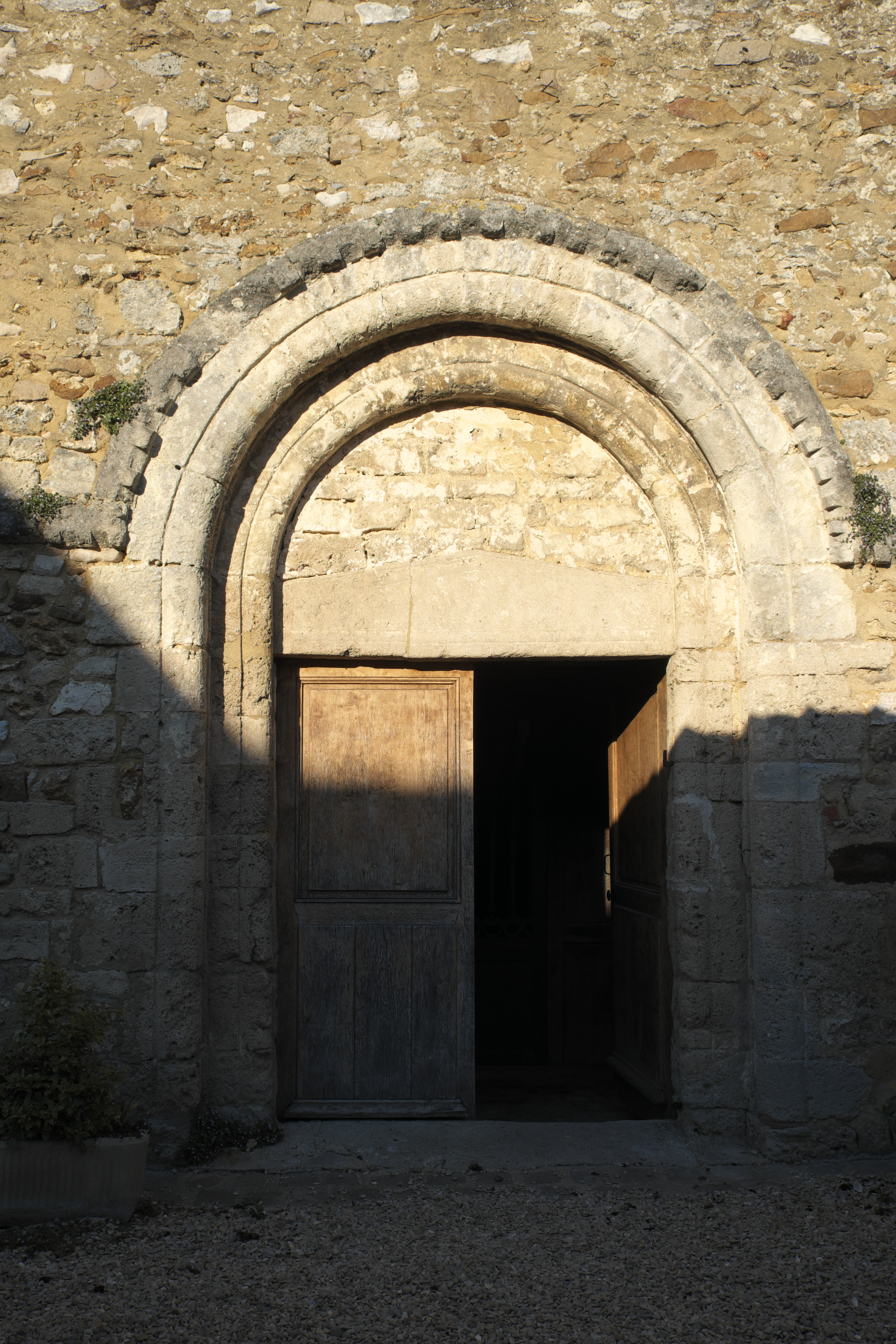
Portal

Die katholische Pfarrkirche Saint-Alpin in Villevenard, einer Gemeinde im Département Marne in der französischen Region Grand Est, ist eine romanische Kirche aus dem 12. Jahrhundert. Die Kirche ist dem heiligen Alpinus von Châlons geweiht, der im 5. Jahrhundert Bischof von Châlons war. Im Jahr 1915 wurde die Kirche, in der 1935 Fresken aus dem 16. Jahrhundert entdeckt wurden, als Monument historique in die Liste der Baudenkmäler in Frankreich aufgenommen.

## Architektur

### Außenbau
Über der Vierung erhebt sich der mächtige, oktogonale Glockenturm aus der Mitte des 12. Jahrhunderts, der auf allen Seiten von rundbogigen Zwillingsarkaden durchbrochen wird. Die Arkaden ruhen auf schlanken Säulen, deren Kapitelle mit stilisierten Blättern und menschlichen Köpfen skulptiert sind. An das nördliche Querhaus ist ein runder Treppenturm angebaut. Die Westfassade wird durch Strebepfeiler gegliedert. In der Mitte ist ein von Archivolten gerahmtes Rundbogenportal mit einem schmucklosen Tympanon eingeschnitten.

### Innenraum
Die Kirche besteht aus einem dreischiffigen Langhaus mit vier Jochen, einem Querschiff und einem gerade geschlossenen Chor. Das Langhaus, der älteste Teil der Kirche, besitzt eine Holzdecke und wird von Rundbogenarkaden gegliedert, die auf Pfeilern mit Kämpferkapitellen aufliegen. Die Mittelschiffwände werden oben von kleinen, rundbogigen Fenstern durchbrochen. Das südliche Seitenschiff, das ebenfalls kleine Fenster aufweist, geht noch auf die Bauzeit zurück. Das nördliche Seitenschiff, das von großen Fenstern beleuchtet wird, wurde in späterer Zeit vergrößert. Die Vierung wird von einem Kreuzrippengewölbe gedeckt, das auf eingestellten Säulen aufliegt. An der Nordseite sind Blattkapitelle aus dem 12. Jahrhundert erhalten, die Kapitelle der Südseite stammen aus späterer Zeit. Die beiden Querhausarme gehen ebenfalls noch auf das 12. Jahrhundert zurück, nur die großen Maßwerkfenster im Stil der Flamboyantgotik wurden später eingebaut.

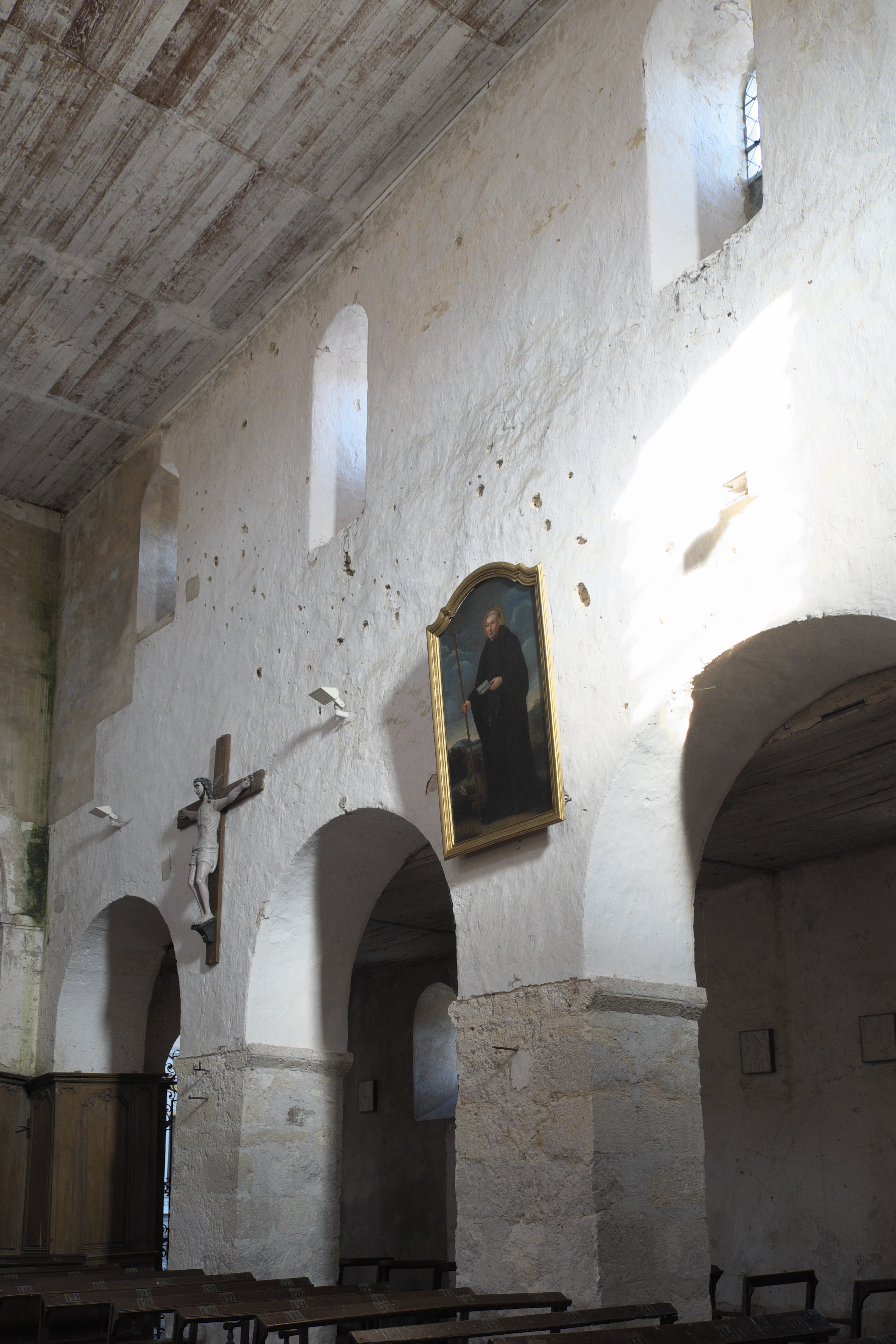
Langhaus
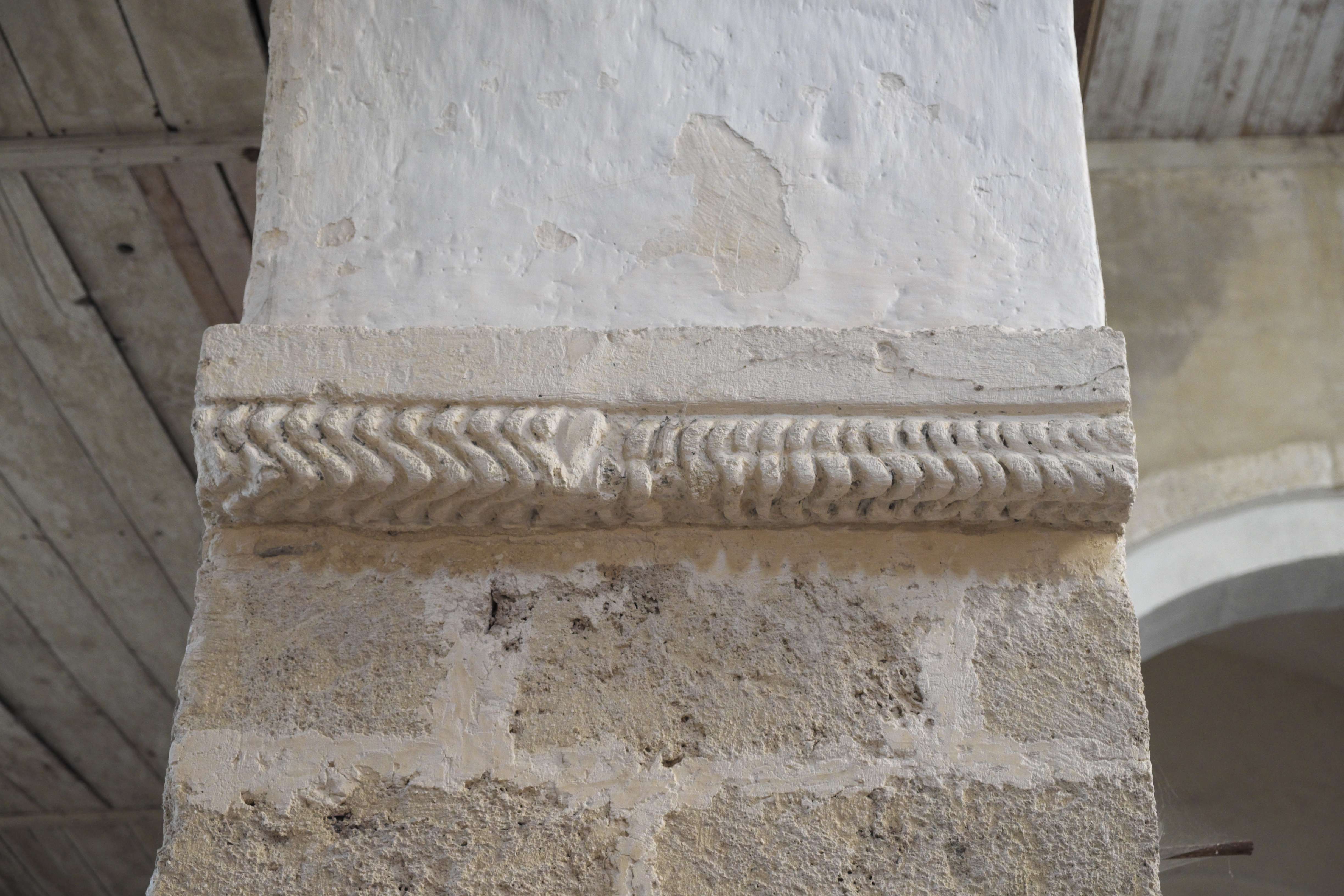
Pfeiler mit Kämpferkapitell
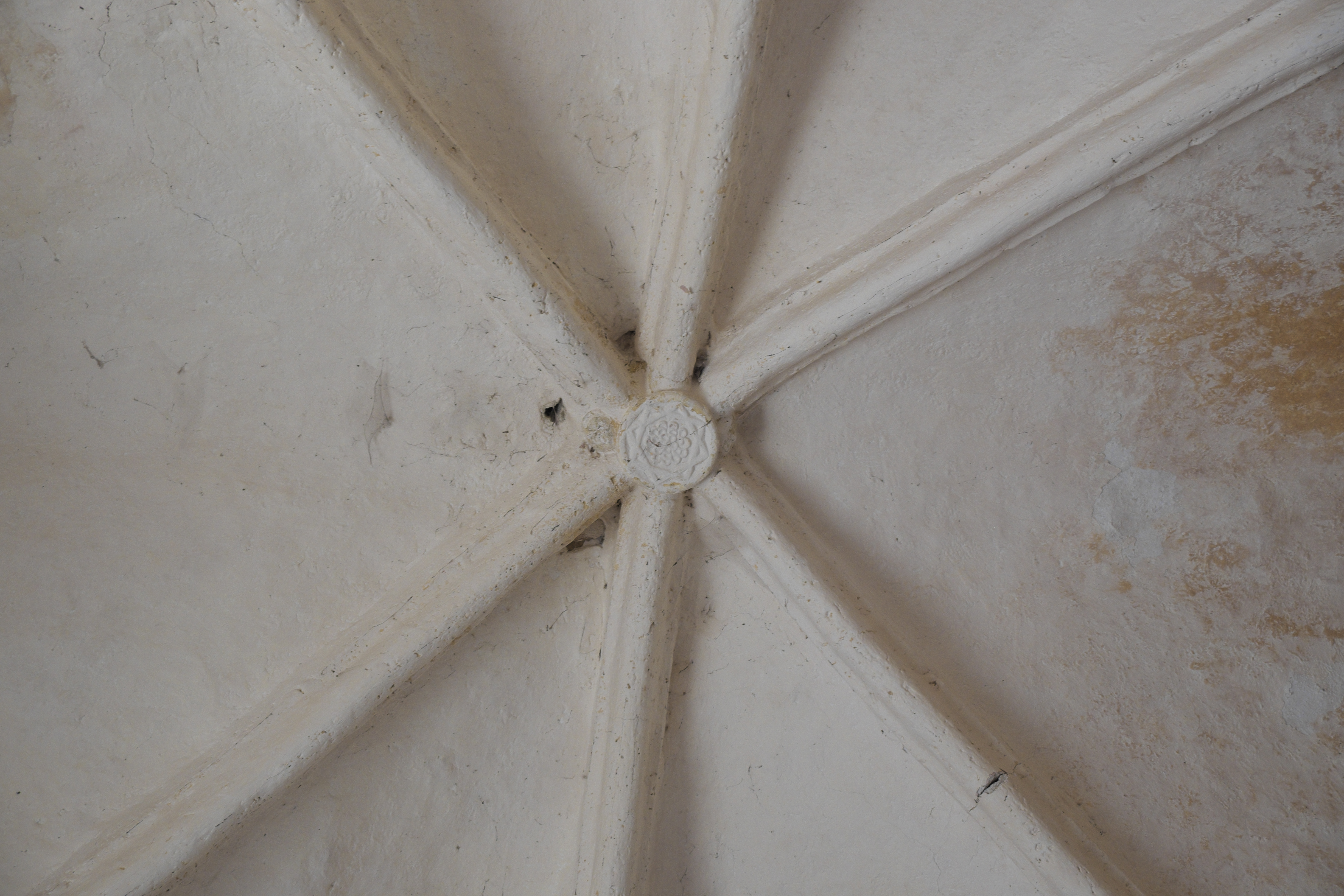
Rippengewölbe mit Schlussstein
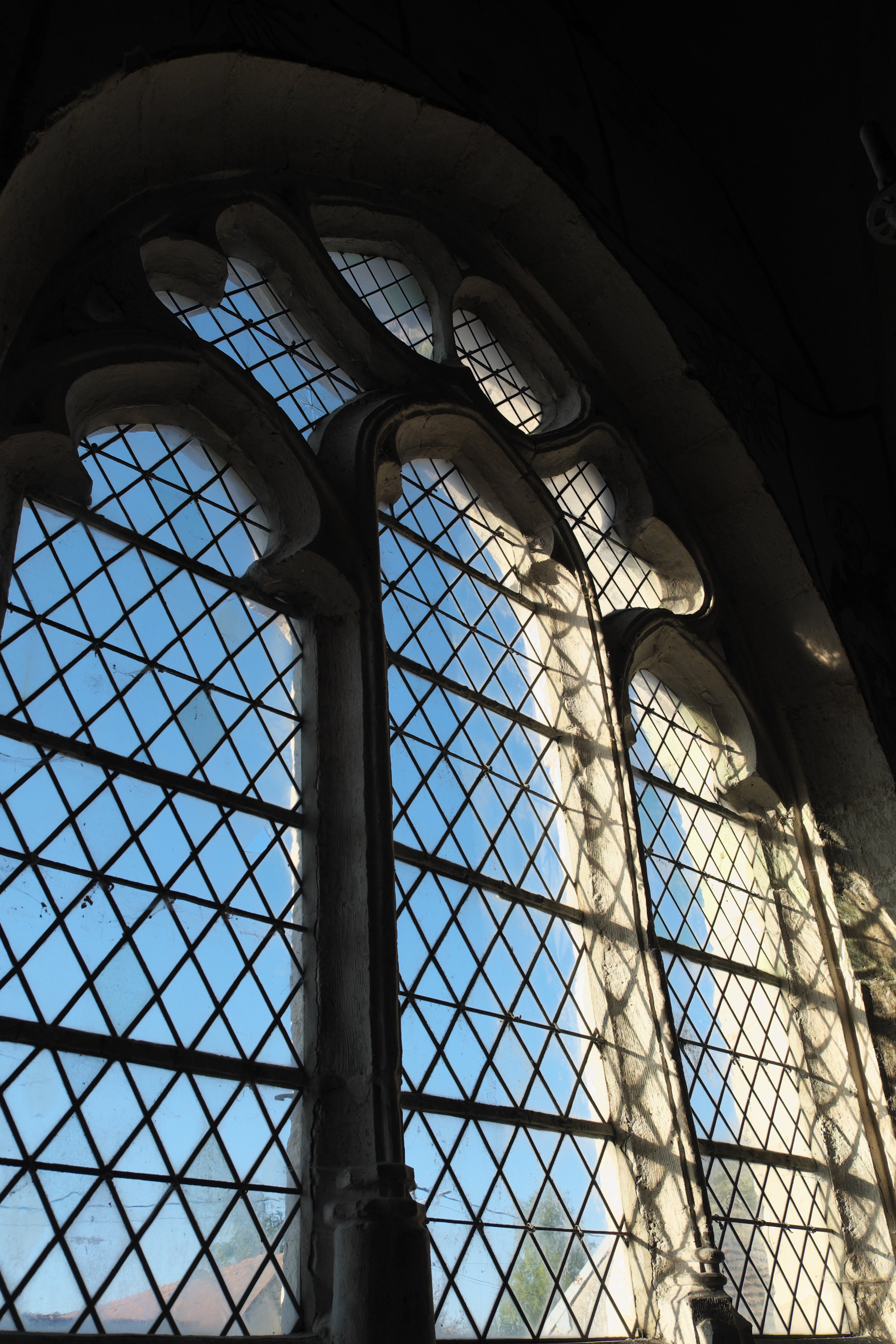
Maßwerkfenster im Querhaus

## Wandmalereien
Im Jahr 1935 wurden in der Kirche Fresken entdeckt, die in die zweite Hälfte des 16. Jahrhunderts datiert werden. Auf den Szenen sind die Opferung Isaaks, eine Pietà mit zwei kleinen Stifterfiguren, die Jakobsleiter, der heilige Nikolaus mit den drei Scholaren im Salzfass und ein Bischof, der einen Weidenkorb mit zwei Vögeln in der Hand hält, dargestellt.

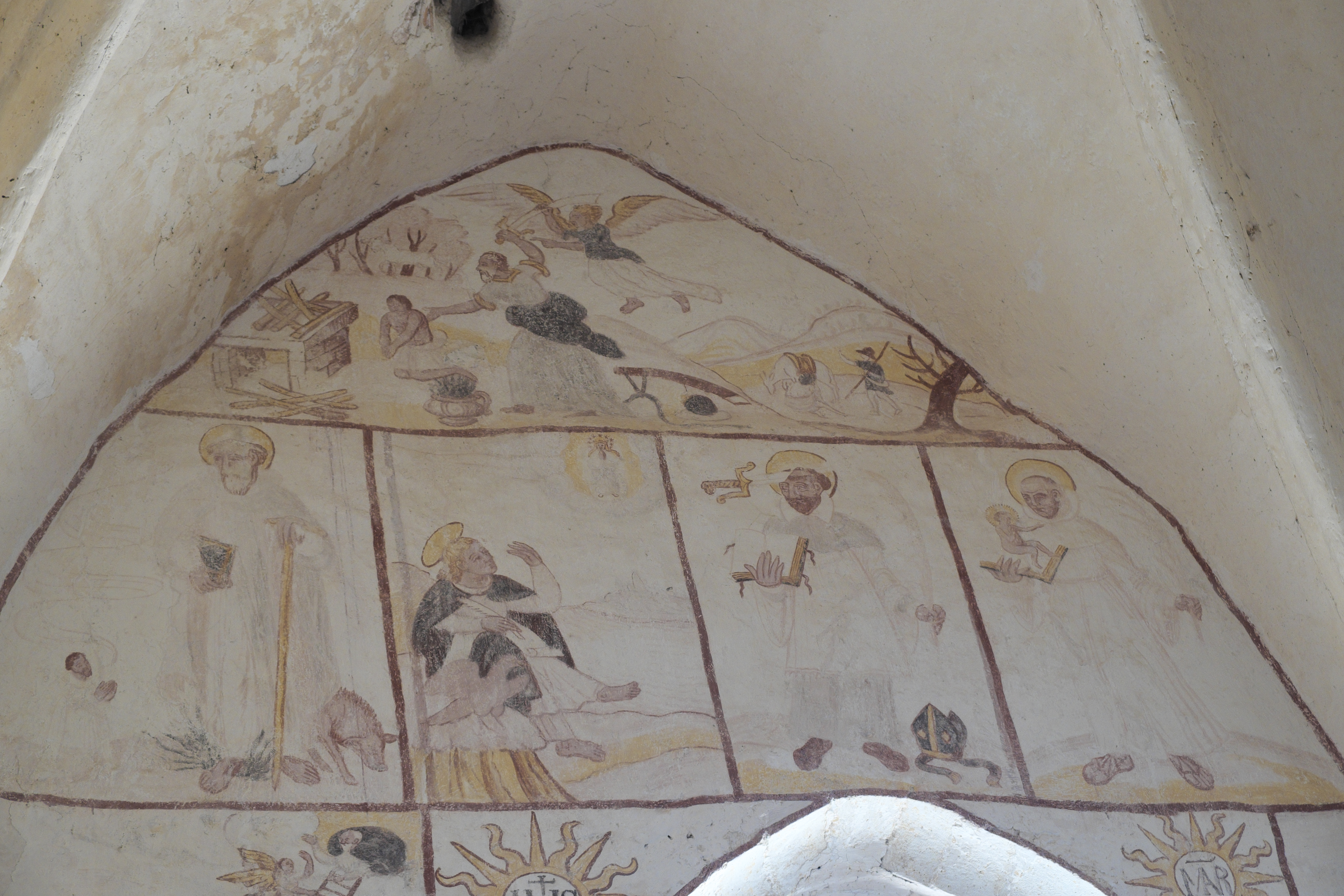
Opferung Isaaks (oben)
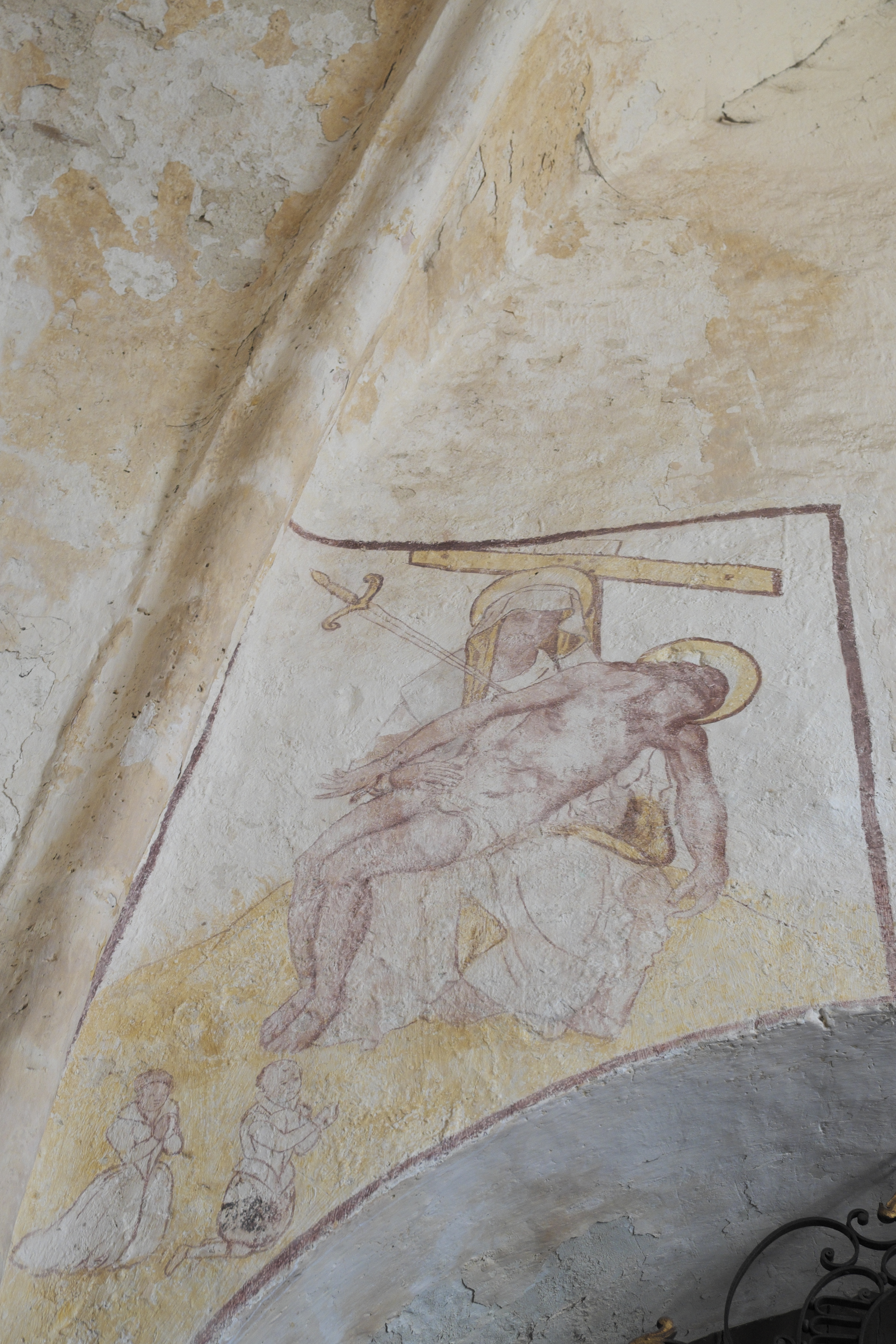
Pietà, links unten Stifter
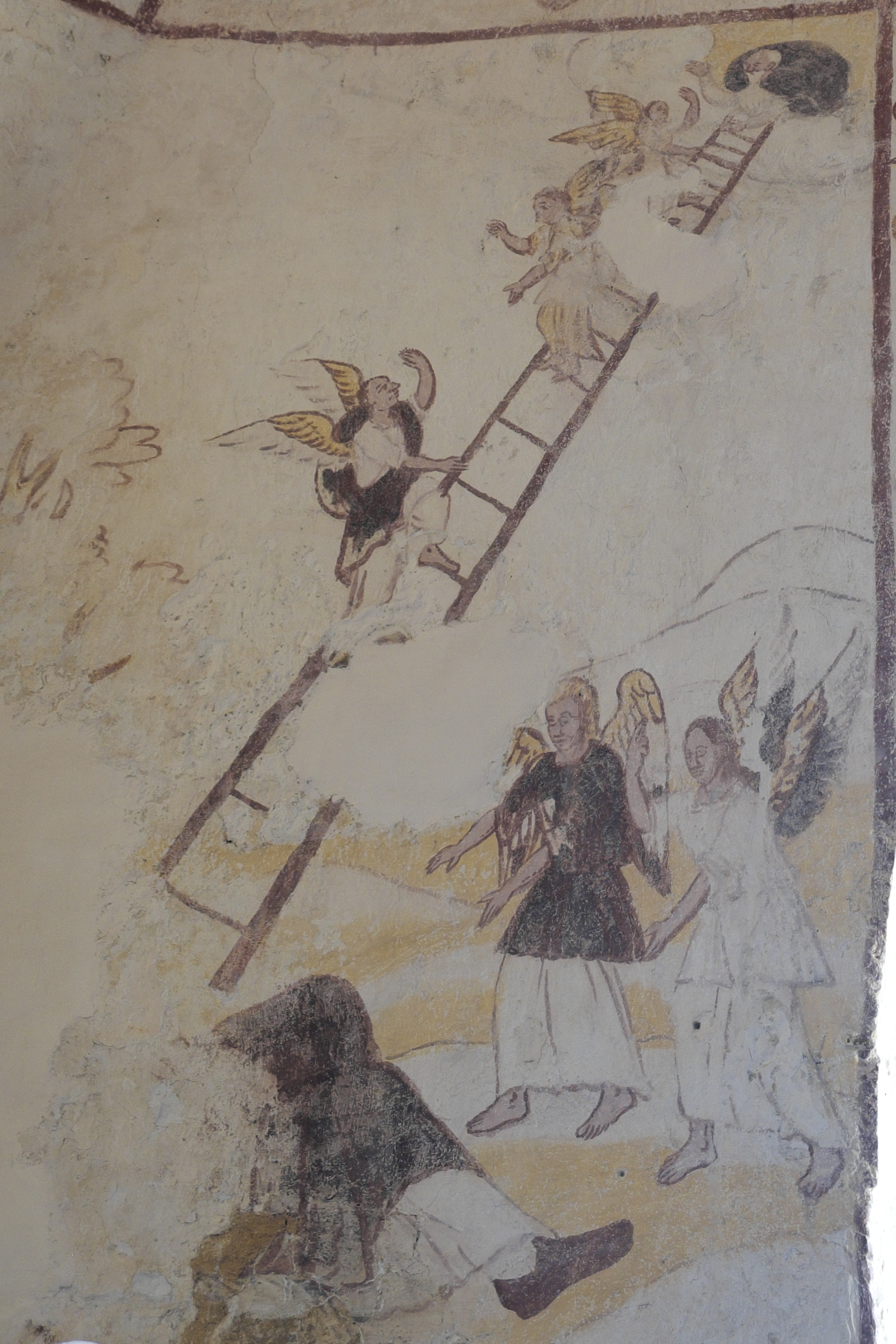
Jakobsleiter
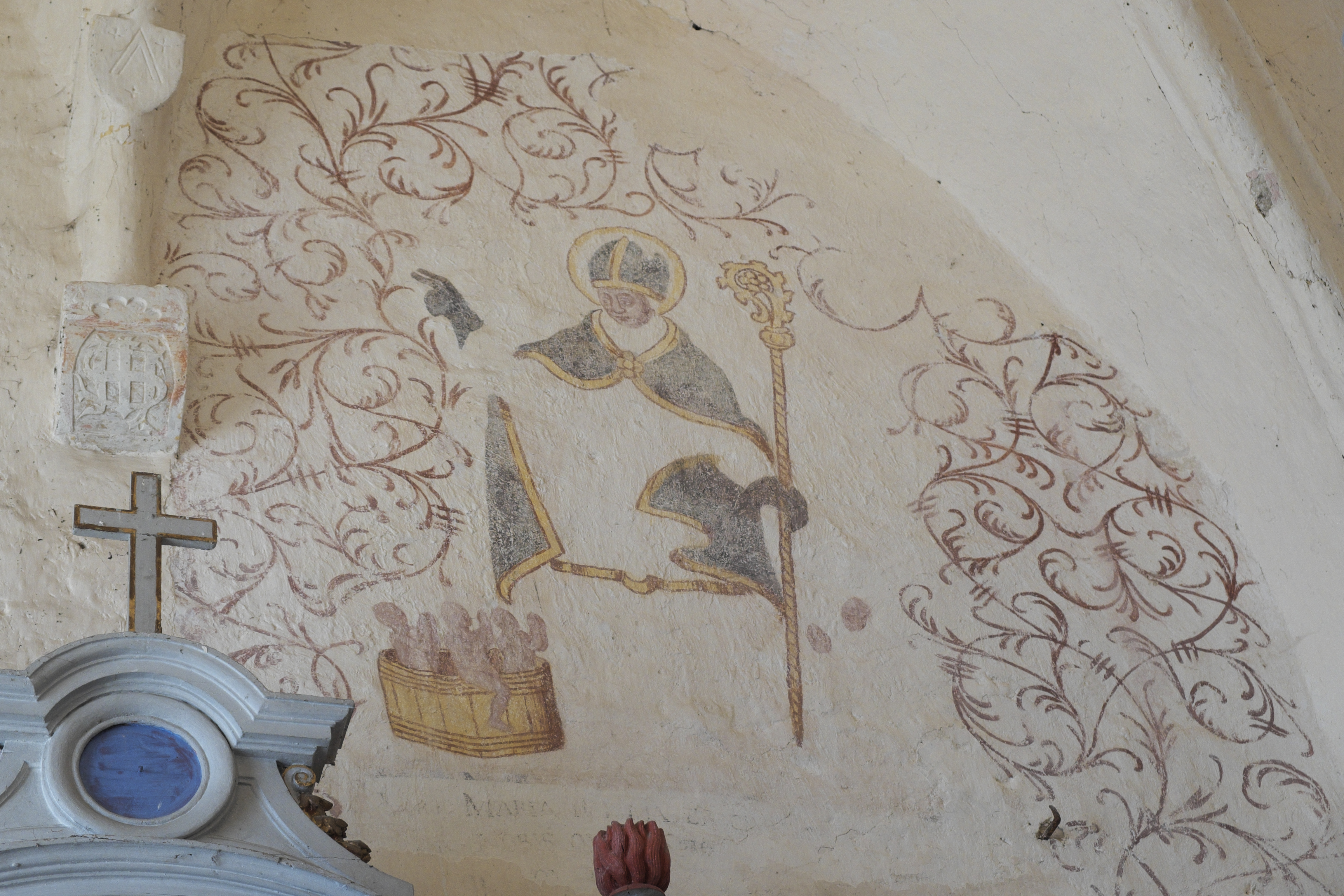
Heiliger Nikolaus
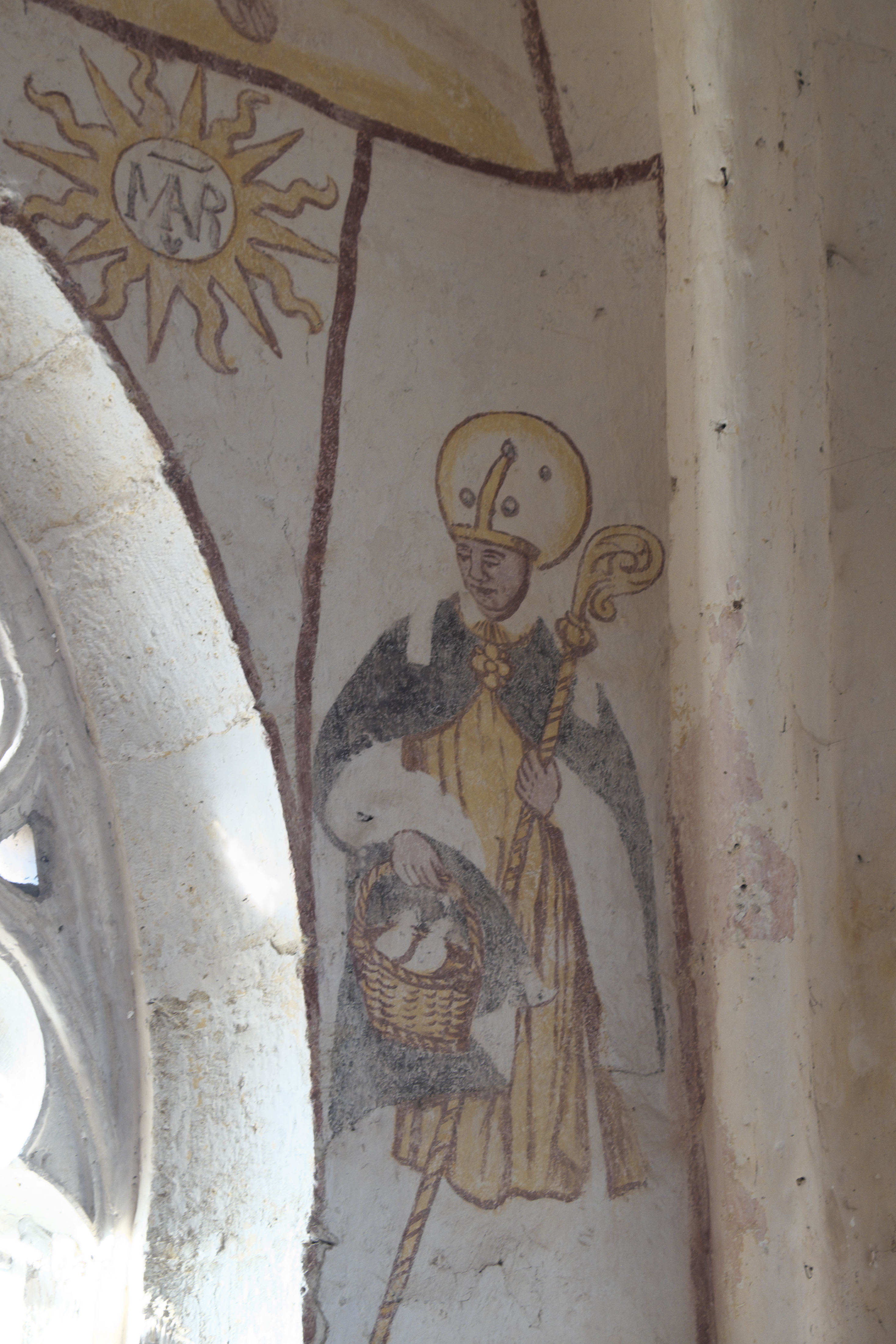
Bischof